# Catalanura florae
Catalanura florae is een springstaartensoort uit de familie van de Neanuridae. De wetenschappelijke naam van de soort is voor het eerst geldig gepubliceerd in 1991 door Arbea & Jordana.